# 哈爾基夫站 (基輔地鐵)
哈爾基夫站（羅馬化：Kharkivska,  （ⓘ））是基輔地鐵瑟雷茨-佩切拉線的一個車站，開通於1994年12月28日。哈爾基夫站的設計者是Hnievyshev，Tselikovska，Panchenko。車站有兩個入口。

## 外部連結
- Kyivsky Metropoliten （页面存档备份，存于）⸺車站描述和照片 （乌克兰語）
- Metropoliten.kiev.ua⸺車站描述和照片 （俄文）